# St. Johann (Erding)

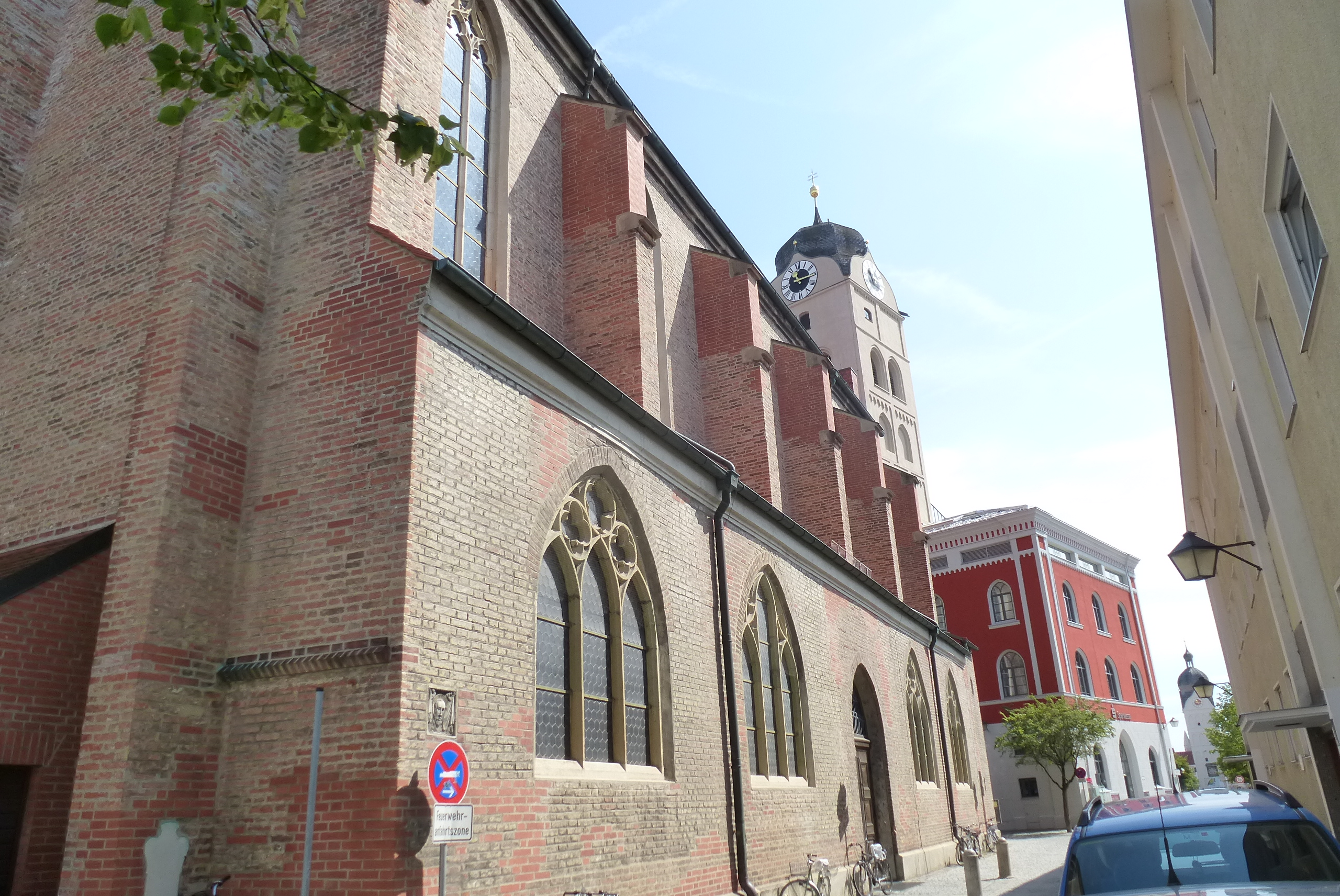
Stadtpfarrkirche St. Johann mit Turm

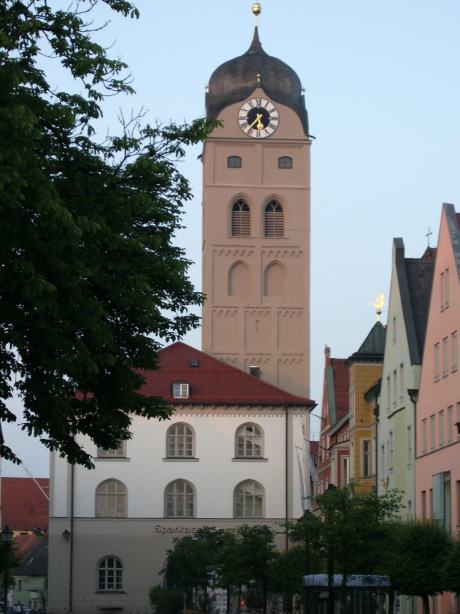
Turm der Stadtpfarrkirche St. Johann

Die Stadtpfarrkirche St. Johann (auch St. Johannes) ist die größte Kirche der Großen Kreisstadt Erding in Bayern in Deutschland.
Die Kirche ist ein spätgotischer, dreischiffiger Ziegelbau der Landshuter Bauschule mit einem etwa fünf Meter nach Osten abgesetzten Glockenturm (siehe Weblink).

## Geschichte
Der Baubeginn war, anstelle einer alten Taufkirche, vermutlich bereits Ende des 14. Jahrhunderts; der Chorraum wurde zwischen 1410 und 1420 vollendet. Nach Fertigstellung des Langhauses wurde das Gotteshaus 1464 geweiht. Das Chorbogenkruzifix von Hans Leinberger stammt aus der Zeit um 1525.
Nach Schäden im Dreißigjährigen Krieg und durch den Stadtbrand von 1648 baute man die Kirche von 1668 bis 1689 im Barockstil um. Die gotischen Gewölberippen wurden durch Stuckornamente ersetzt. Die gotischen Altäre gingen bis auf einzelne Plastiken verloren.
Ein erneuter Umbau, diesmal im Stil der Neugotik, erfolgte von 1880 bis 1882, im Zeitalter des Historismus. Der barocke Stuck wurde entfernt und das Gewölbe erhielt gotische Kreuzrippen. Die Altäre wurden unter Verwendung der wertvollen Plastiken ebenfalls neugotisiert. Ein Bild des barocken Innenraums und des Hochaltars ist im Erdinger Heimatmuseum zu sehen. 1891 wurde St. Johann die Kirche der Stadtpfarrei; bis dahin gehörte Erding zur Pfarrei Altenerding. 1898 schloss der Umbau mit der Restaurierung der Außenmauern sowie der Kirchenfenster ab.
Nachdem 1948 die Schäden des Zweiten Weltkriegs beseitigt worden waren, erfolgte zwischen 1952 und 1957 eine Teilrestaurierung des Kircheninneren. Ab 1976 wurden notwendige Reparaturen des Außenmauerwerks und des Kircheninneren durchgeführt.

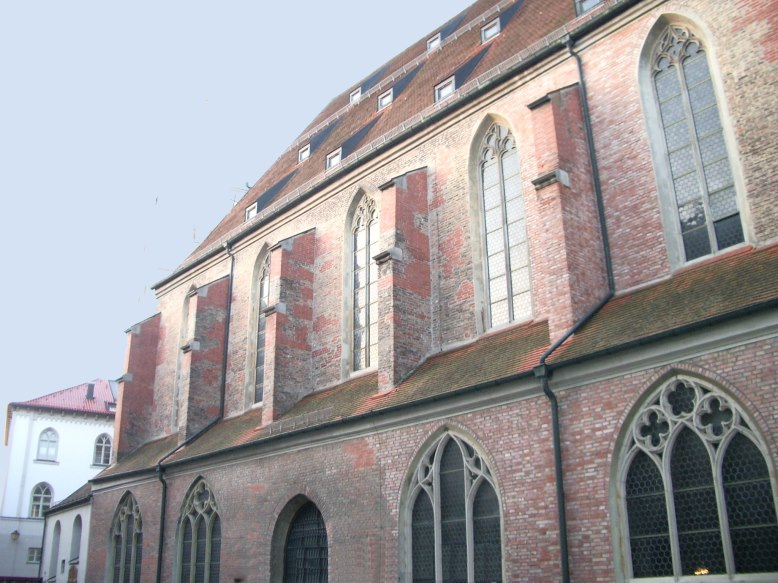
Nordseite
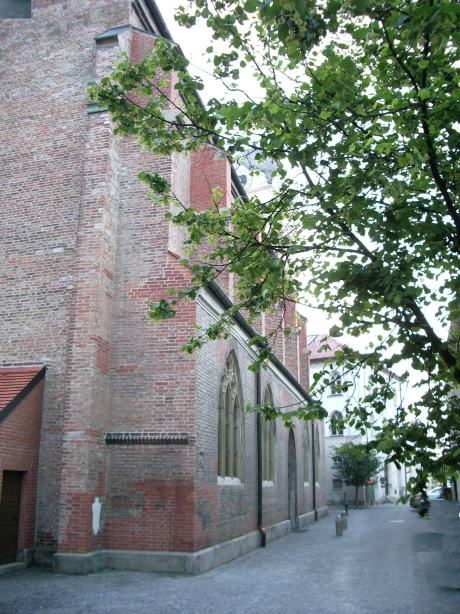
Südseite
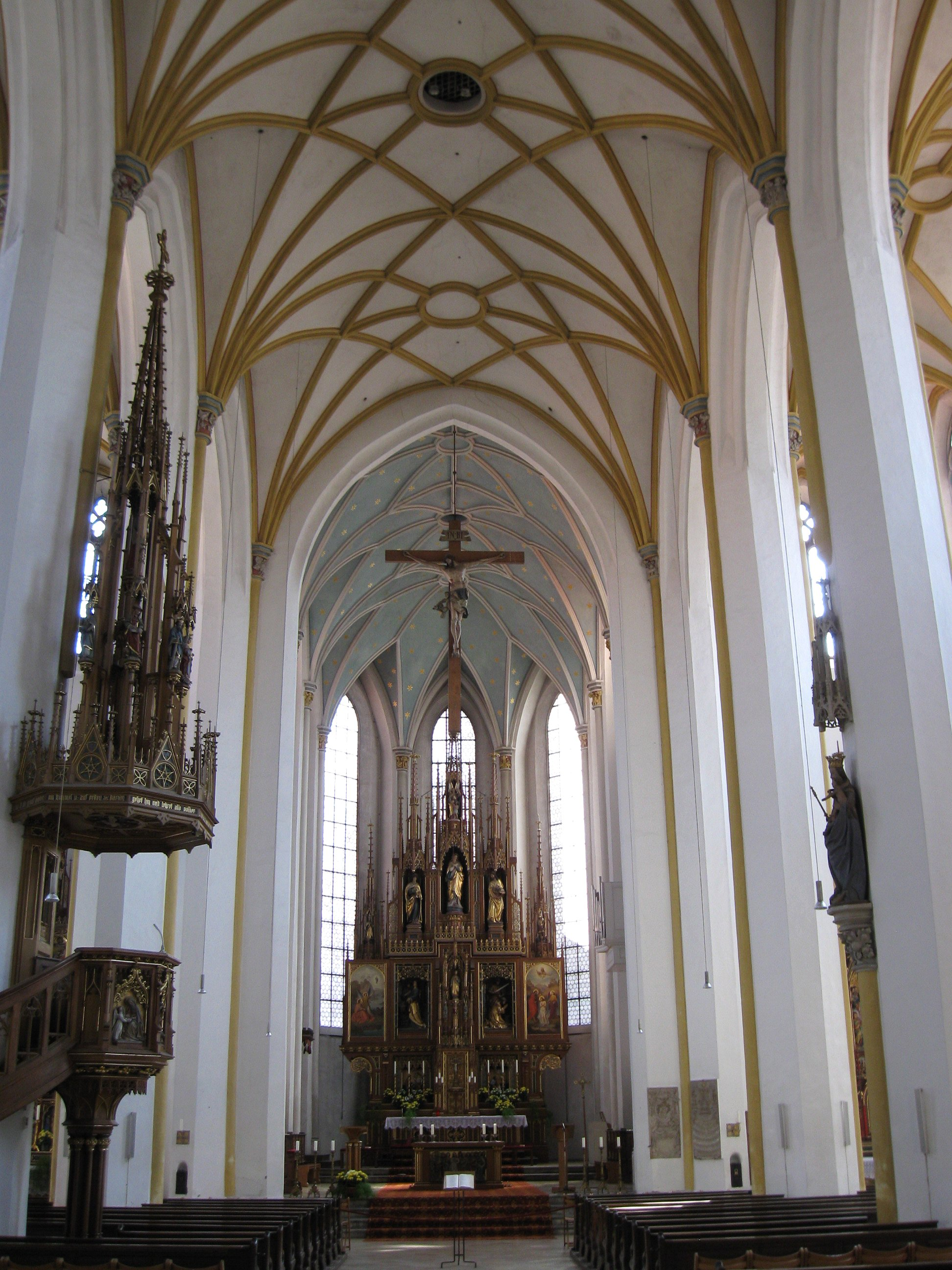
Innenansicht mit Blick auf den Hochaltar

## Orgel

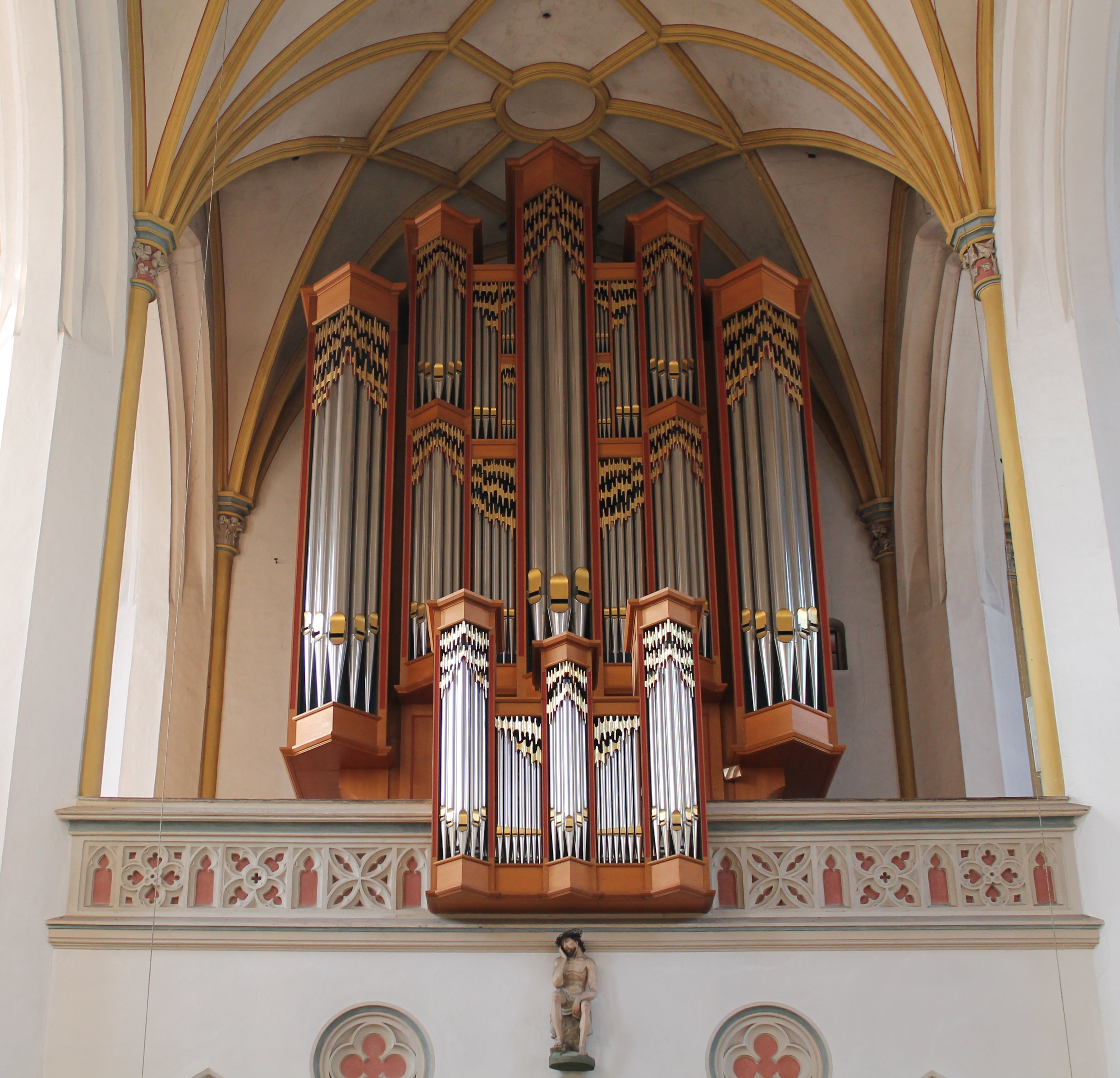
Orgel

Die Orgel der Pfarrkirche wurde 1991 von Rieger Orgelbau unter der Leitung von Christoph Glatter-Götz erbaut. Das Instrument hat 50 Register auf drei Manualen und Pedal. Es ist ein Schleifladeninstrument mit mechanischer Spieltraktur und elektrischen Registertrakturen. Die Klänge der Orgel sind in dem Spielfilm Schlafes Bruder als Dorforgel in Eschberg zu hören. Die Disposition lautet wie folgt:
| I Hauptwerk C–g3 |             |       |
| 1.               | Bourdon     | 16′   |
| 2.               | Principal   | 8′    |
| 3.               | Spitzflöte  | 8′    |
| 4.               | Flûte harm. | 8′    |
| 5.               | Octav       | 4′    |
| 6.               | Waldflöte   | 4′    |
| 7.               | Quinte      | 2 ⁄3′ |
| 8.               | Superoctav  | 2′    |
| 9.               | Mixtur IV   | 1 ⁄3′ |
| 10.              | Zimbel III  | 1⁄2′  |
| 11.              | Cornet V    | 8′    |
| 12.              | Trompete    | 16′   |
| 13.              | Trompete    | 8′    |
| 14.              | Clairon     | 4′    |

| II Rückpositiv C–g3 |                 |       |
| 15.                 | Prestant        | 8′    |
| 16.                 | Bourdon         | 8′    |
| 17.                 | Principal       | 4′    |
| 18.                 | Rohrflöte       | 4′    |
| 19.                 | Sesquialtera II | 2 ⁄3′ |
| 20.                 | Doublette       | 2′    |
| 21.                 | Larigot         | 1 ⁄3′ |
| 22.                 | Scharff III     | 1′    |
| 23.                 | Cromorne        | 8′    |
|                     | Tremulant       |       |

| III Schwellwerk C–g3 |                 |        |
| 24.                  | Kontrabass      | 16′    |
| 25.                  | Geigenprincipal | 8′     |
| 26.                  | Holzflöte       | 8′     |
| 27.                  | Gamba           | 8′     |
| 28.                  | Voix céleste    | 8′     |
| 29.                  | Prestant        | 4′     |
| 30.                  | Salicet         | 4′     |
| 31.                  | Nasard          | 2 ⁄3′  |
| 32.                  | Octavin         | 2′     |
| 33.                  | Tierce          | 1 3⁄5′ |
| 34.                  | Sifflet         | 1′     |
| 35.                  | Plein Jeu VI    | 2 ⁄3′  |
| 36.                  | Basson          | 16′    |
| 37.                  | Trompette harm. | 8′     |
| 38.                  | Oboe            | 8′     |
| 39.                  | Clairon harm.   | 4′     |
| 40.                  | Voix humaine    | 8′     |
|                      | Tremulant       |        |

| Pedal C–f1 |              |       |
| 41.        | Untersatz    | 32′   |
| 42.        | Principal    | 16′   |
| 43.        | Subbass      | 16′   |
| 44.        | Principal    | 8′    |
| 45.        | Flöte        | 8′    |
| 46.        | Choralbass   | 4′    |
| 47.        | Rauschpfeife | 2 ⁄3′ |
| 48.        | Bombarde     | 16′   |
| 49.        | Trompete     | 8′    |
| 50.        | Clairon      | 4′    |

- Koppeln: I/II, III/II, III/I, I/P, II/P, III/P
- Spielhilfen: Tutti, 12× 16 General-Kombinationen, 8 freie Kombinationen

Außerdem ist eine Chororgel mit fünf Registern vorhanden, die bereits 1989 von Rieger erbaut wurde. Sie hat folgende Disposition:
| Manual C–f2 |              |    |
| 1.          | Holzgedackt  | 8′ |
| 2.          | Principal    | 4′ |
| 3.          | Kleingedackt | 4′ |
| 4.          | Schwiegel    | 2′ |
| 5.          | Mixtur III   | 4′ |

## Glockenturm
Der vom Kirchenbau abgesetzte Glockenturm stammt aus dem Ende des 14. Jahrhunderts. Dies war wohl schon von Anfang an so, worauf die Sage vom „Erdinger Turmschieber“ hinweist. Das barocke Kuppeldach auf dem 46 m hohen, achtstöckigen Turm wurde von Paul Gunetzrainer im Jahre 1651 erbaut. Der Kirchturm war zugleich der Stadtturm, von dem aus ein Turmwächter die Bevölkerung vor Feuer und sonstigen Gefahren warnte. Der Wächter hatte im obersten Stockwerk seine Dienstwohnung, die bis 1945 noch bewohnt war. Im Rahmen von Führungen kann der Turm bis zu dieser 35 m hoch liegenden Türmerstube als Aussichtsturm bestiegen werden. Von hier bietet sich ein guter Blick über Erding und über das Umland bis nach München, bei Föhnwetter sogar bis zur Alpenkette.
Überdies beherbergt der Turm ein sechsstimmiges Bronzegeläute in Moll-Dur (a0–c1–d1–e1–g1–a1), das in einem Stahlglockenstuhl aufgehängt ist. Die fünf großen Glocken stammen aus der Erdinger Glockengießerei (Czudnochowsky). Jeden Samstag um 15 Uhr wird mit dem fünfstimmigen Motiv c1–d1–e1–g1–a1 drei Minuten lang der Sonntag eingeläutet. Vor Hochfesten wird die tiefe a0-Glocke hinzugenommen.